# Knescha

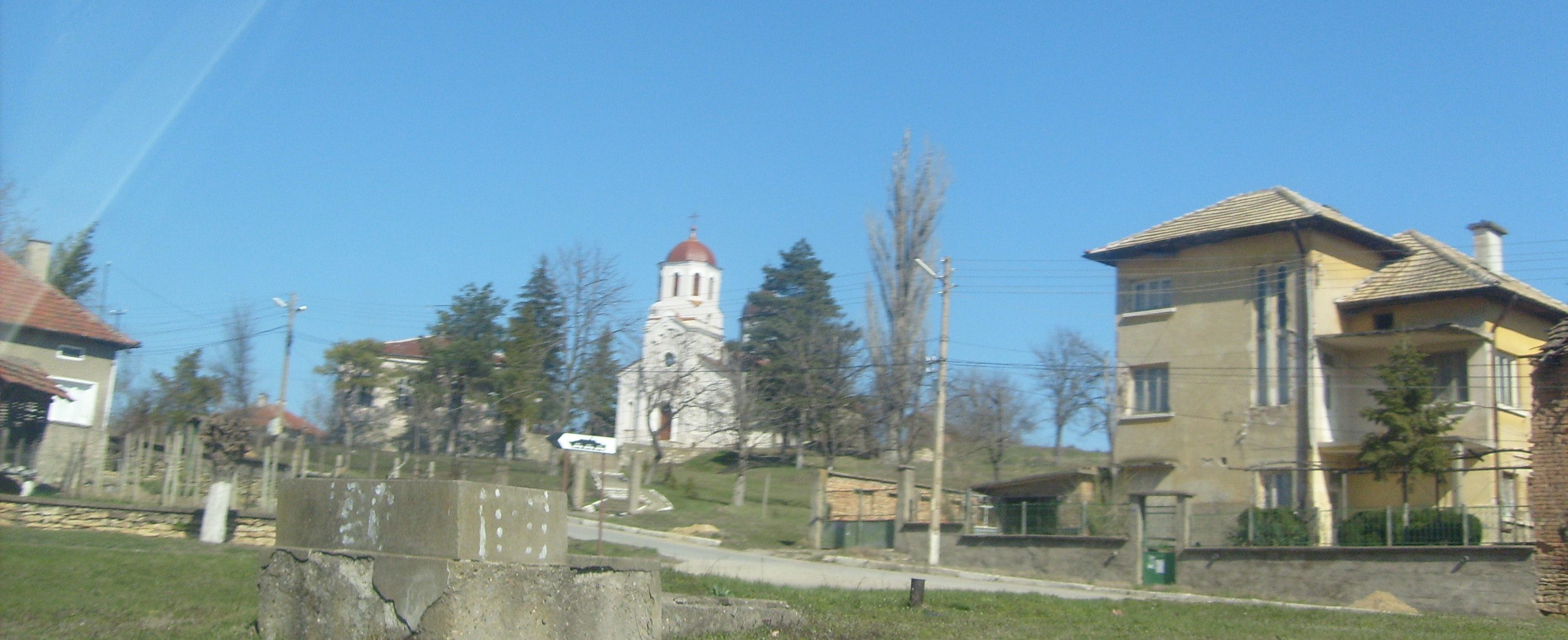
Knescha

Knescha (bulgarisch Кнежа) ist eine Stadt in Nordwestbulgarien. Sie liegt in der Oblast Plewen, 32 km östlich der Stadt Bjala Slatina. Knescha ist nach Plewen und Tscherwen Brjag die drittgrößte Stadt in der Oblast Plewen und das administrative Zentrum der gleichnamigen Gemeinde Knescha.

## Geografie
Knescha liegt 53 km nordöstlich von Wraza und 24 km nördlich von Tscherwen Brjag. Nach Norden sind es 21 km bis zur Donau; hier liegt das Dorf Ostrow. 12 km östlich der Stadt fließt der Iskar-Fluss nach Norden Richtung Donau.
Die umliegenden Ortschaften sind die Stadt Iskar und die Dörfer: Badarski Geran (bulg. Бърдарски Геран), Dolni Lukowit (bulg. Долни Луковит), Gałowo (bulg. Галово), Gostilja (bulg. Гостиля), Ostrow (bulg. Остров), Selanowzi (bulg. Селановци), Stawerzi (bulg. Ставерци),
Tarnak (bulg. Търнак), Lasarowo (bulg. Лазарово), Breniza (bulg. Бреница).
Die Gemeinde Knescha wird im Norden von der Donau begrenzt, im Osten vom Iskar und im Westen vom Fluss Skăt (bulg. Скът).
Das Gebiet wird von dem kleinen Fluss Gostilja (bulg. Гостиля) durchflossen, der von Südwesten nach Nordosten zieht. Seine Quellen liegen bei dem Dorf Wrjanka (bulg. Враняк), danach fließt er bei dem Dorf Tarnak vorbei und immer noch als kleiner Fluss an Knescha vorbei, wo weitere Zuflüsse hinzukommen. Weiter fließt die Gostilja nördlich an den Dörfern Dolni Lukowit und Gostilja vorbei und mündet westlich des Dorfes Stawerzi in den Iskar.

## Klimatische Besonderheiten
Das Klima in Knescha unterscheidet sich erheblich von dem der anderen Orte in der bulgarischen Donautiefebene. Typisch sind raue und kalte Winter mit starken Winden sowie ein windiger Frühling und Sommer mit starken Hitzeperioden. Der Wind weht vorwiegend aus Nordosten und Nordwesten. Die Niederschläge sind gering und ungünstig über das Jahr verteilt. Knescha hat eine vergleichsweise niedrige durchschnittliche Jahrestemperatur mit großen Temperaturschwankungen.
Typisch sind auch die Extremwerte der gemessenen Temperaturen. Häufig wird in Knescha im Winter die niedrigste Temperatur Bulgariens gemessen, während im Sommer – ebenfalls hier – die höchste Temperatur des Landes gemessen wird. Der kontinentale Charakter des bulgarischen Klimas ist hier am deutlichsten ausgeprägt.

## Geschichte
Bereits im 1. bis 4. Jahrhundert, noch zur Zeit der Römer, gab es hier Siedlungen. Von der Anwesenheit der Slawen zeugen die slawischen Namen einiger Gegenden und Dörfer: Saseka (bulg. Съсека), Warbiza (bulg. Върбица), Srebren (bulg. Сребрен).
Der Name der Stadt geht wahrscheinlich auf das slawische Wort Knjas zurück (deutsch: Fürst; bulg. княз), das früher Kanas(bulg. Кънъз) oder Kanes (bulg. Кънез) ausgesprochen wurde. Der Herrscher der Region – der Fürst – war dafür bekannt, dass er die Bevölkerung gegen die osmanischen Herrscher Bulgariens verteidigte und Flüchtlingen und Räubern vor den Osmanen Unterschlupf gewährte.

## Wirtschaft
Die Wirtschaft der Region ist stark von der Landwirtschaft geprägt. Es gibt eine Konservenfabrik. Balkancar (ein Hersteller von Elektromotoren und Gabelstaplern) hat eine Fabrik in Knescha.
Weiterhin gibt es ein landwirtschaftliches Forschungsinstitut für Mais in Knescha. Das Institut wurde 1924 vom Landwirtschaftsministerium gegründet, indem der örtlichen Landwirtschaftsschule ein Versuchsfeld angeschlossen wurde. Aufgaben des Instituts waren die Erprobung von Agrartechnik, die Züchtung und Erprobung von verschiedenen Sorten von Mais, Sonnenblumen, Getreide, Gerste, Hafer und Bohnen. 1931 wurde aus dem Versuchsfeld eine Landwirtschaftliche Versuchsstation und 1950 ein Institut für Agrotechnik. 1954 verschmolz es mit der Viehzuchtversuchsstation zum Wissenschaftlichen Forschungsinstitut, das ganz Nord- und Zentralbulgarien betreute. 1962 erfolgte im Rahmen einer Umstrukturierung der landwirtschaftlichen Forschungsarbeit in Bulgarien (1962 war der Sturz von Lyssenko) die Spezialisierung zum Wissenschaftlichen Forschungsinstitut für Mais. Die heutige Aufgabe des Instituts ist das Züchten von Hybridmaissorten. Es wird wissenschaftliche Arbeit auf dem Gebiet der Genetik, Selektion, Pflanzenphysiologie, Biochemie und der Samenproduktion von Mais geleistet.

## Söhne und Töchter der Stadt
- Ilija Walow (1961–2024), Fußballspieler
- Galabin Boewski (* 1974), Gewichtheber
- Walentin Ilijew (* 1980), Fußballspieler